# Ар (Пуату — Шарант)
Ар (фр. Ars) — коммуна во Франции, находится в регионе Пуату — Шаранта. Департамент — Шаранта. Входит в состав кантона Коньяк-Сюд. Округ коммуны — Коньяк.
Код INSEE коммуны — 16018.

## География
Коммуна расположена приблизительно в 420 км к юго-западу от Парижа, в 120 км юго-западнее Пуатье, в 45 км к западу от Ангулема.
Коммуна расположена в болотистой местности в долине реки Не, левого притока реки Шаранта. Вдоль южной границы коммуны протекает небольшая река Биже, левый приток реки Не.

## Население
Население коммуны на 2008 год составляло 722 человека.
| 1962 | 1968 | 1975 | 1982 | 1990 | 1999 | 2008 |
| ---- | ---- | ---- | ---- | ---- | ---- | ---- |
| 404  | 417  | 482  | 639  | 750  | 746  | 722  |

## Климат
Климат океанический. Ближайшая метеостанция находится в городе Коньяк.
| Показатель                        | Янв. | Фев. | Март | Апр. | Май  | Июнь | Июль | Авг. | Сен. | Окт. | Нояб. | Дек. | Год   |
| --------------------------------- | ---- | ---- | ---- | ---- | ---- | ---- | ---- | ---- | ---- | ---- | ----- | ---- | ----- |
| Средний суточный максимум, °C     | 8,7  | 10,5 | 13,1 | 15,9 | 19,5 | 23,1 | 26,1 | 25,4 | 23,1 | 18,5 | 12,4  | 9,2  | 17,7  |
| Средняя температура, °C           | 5,4  | 6,7  | 8,5  | 11,1 | 14,4 | 17,8 | 20,2 | 19,7 | 17,6 | 13,7 | 8,6   | 5,9  | 12,5  |
| Средний суточный минимум, °C      | 2,0  | 2,8  | 3,8  | 6,2  | 9,4  | 12,4 | 14,4 | 14,0 | 12,1 | 8,9  | 4,7   | 2,6  | 7,8   |
| Норма осадков, мм                 | 80,4 | 67,3 | 65,9 | 68,3 | 71,6 | 46,6 | 45,1 | 50,2 | 59,2 | 68,6 | 79,8  | 80,0 | 783,6 |
| Источник: Relevé météo des Cognac |      |      |      |      |      |      |      |      |      |      |       |      |       |

## Экономика
Основу экономики составляют виноделие и сельское хозяйство.
В 2007 году среди 465 человек в трудоспособном возрасте (15—64 лет) 348 были экономически активными, 117 — неактивными (показатель активности — 74,8 %, в 1999 году было 73,1 %). Из 348 активных работали 324 человека (169 мужчин и 155 женщин), безработных было 24 (12 мужчин и 12 женщин). Среди 117 неактивных 22 человека были учениками или студентами, 58 — пенсионерами, 37 были неактивными по другим причинам.

## Достопримечательности
- Церковь Сен-Маклу (XII век). Исторический памятник с 1981 года[3]
- Замок Ар[фр.] (XVI век). Исторический памятник с 1988 года[4]
- Ветряная мельница Вёв-Гарлан (XVIII век)

## Фотогалерея

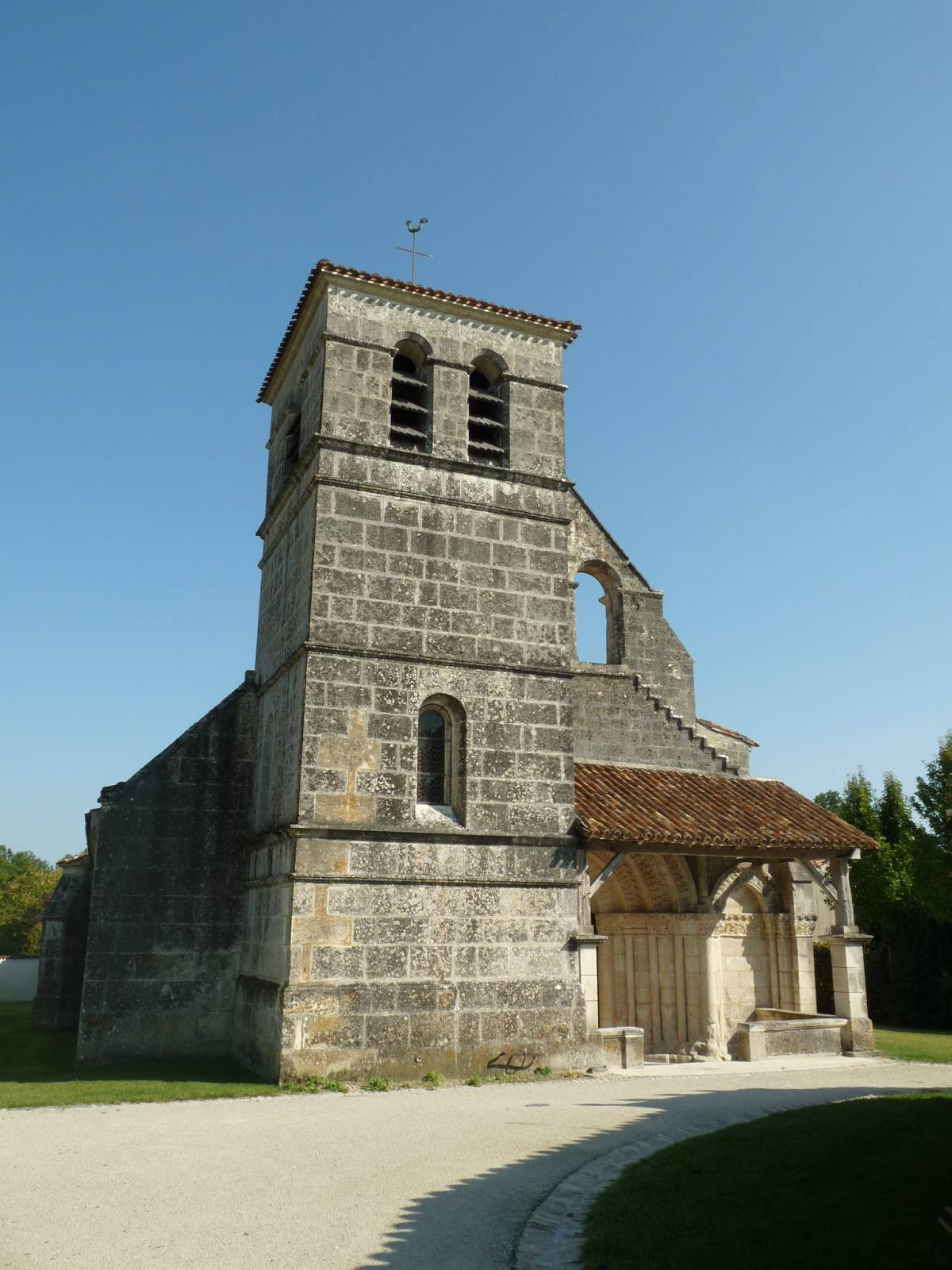
Церковь Сен-Маклу
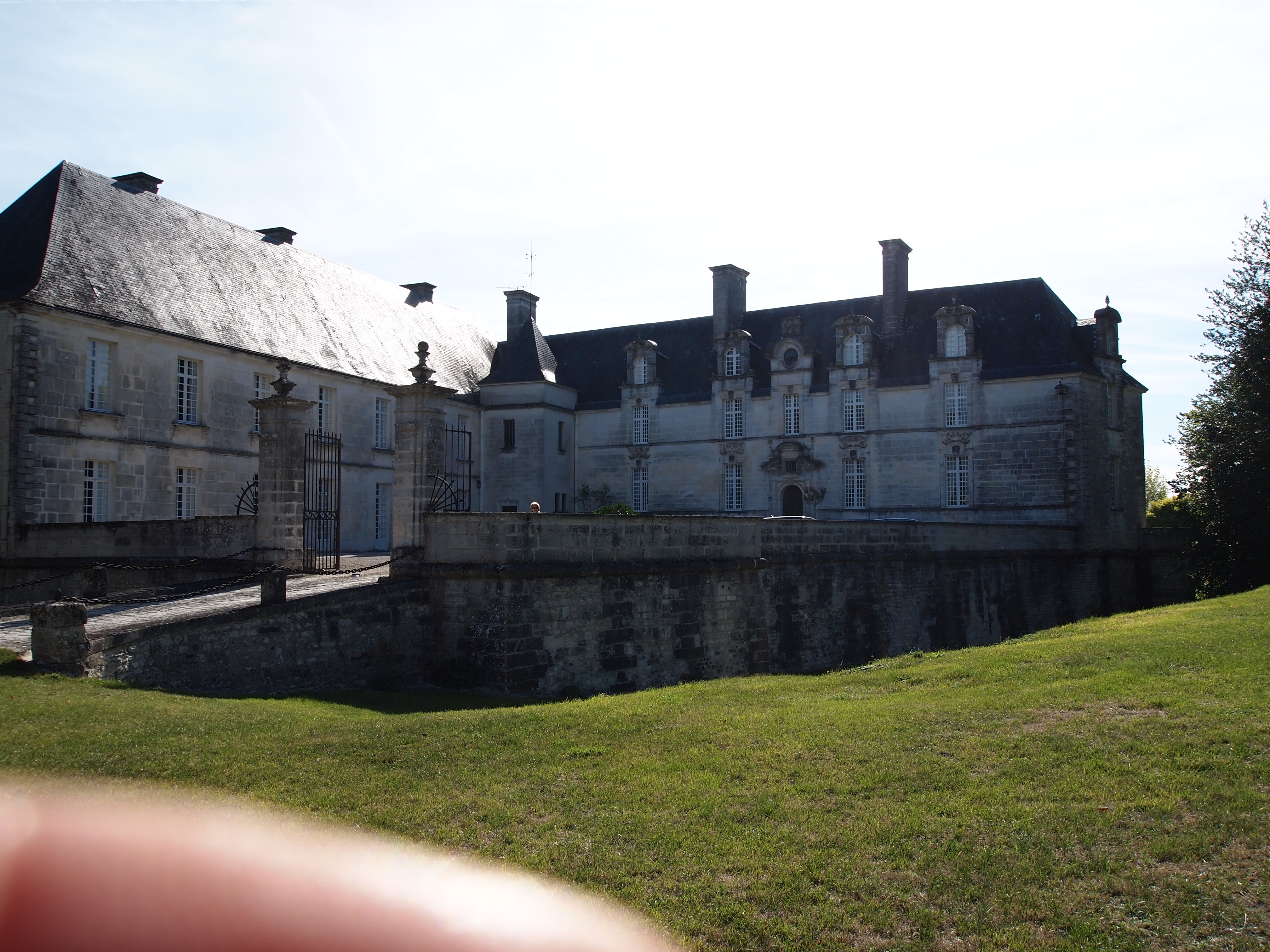
Замок Ар
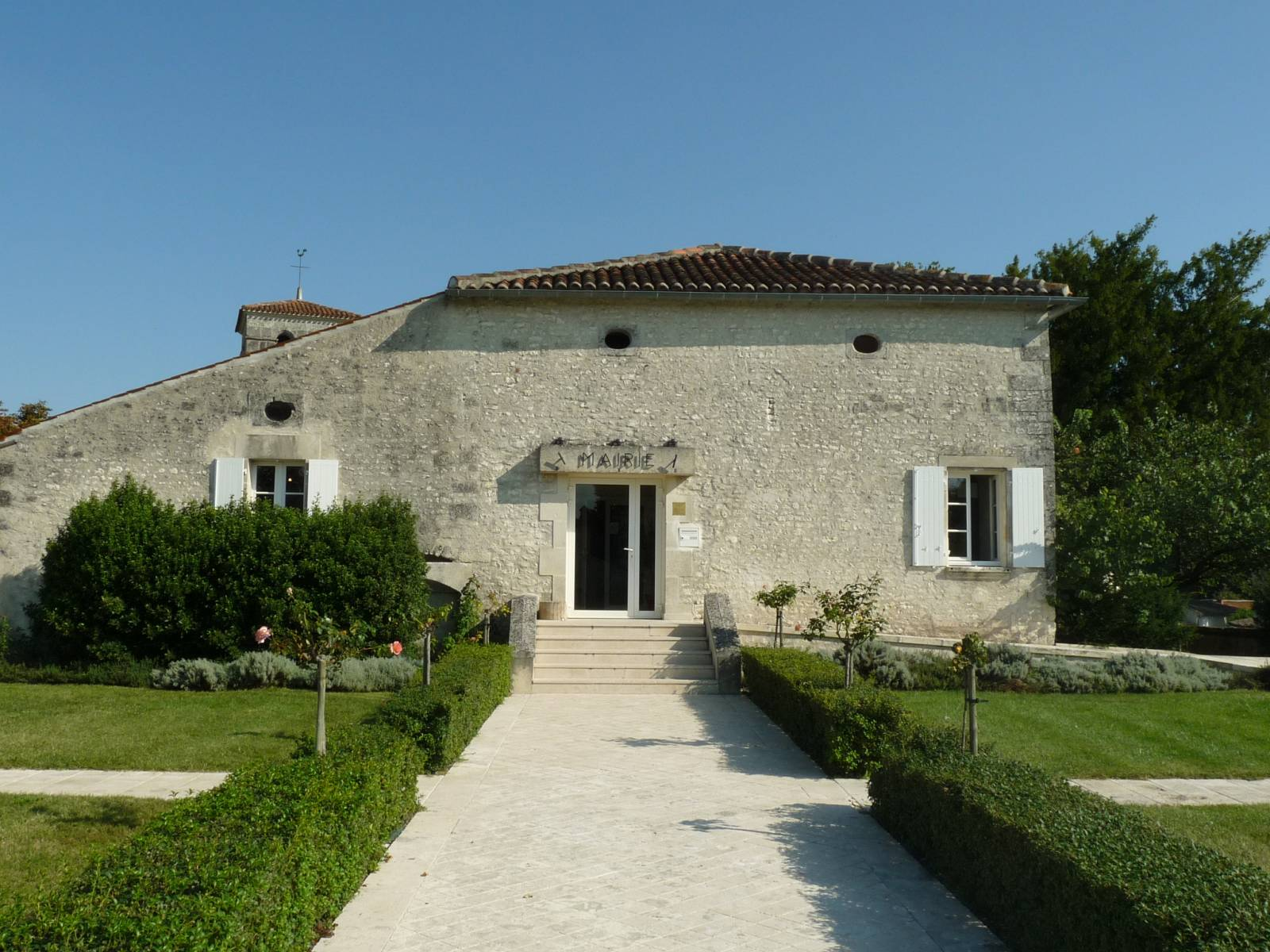
Мэрия
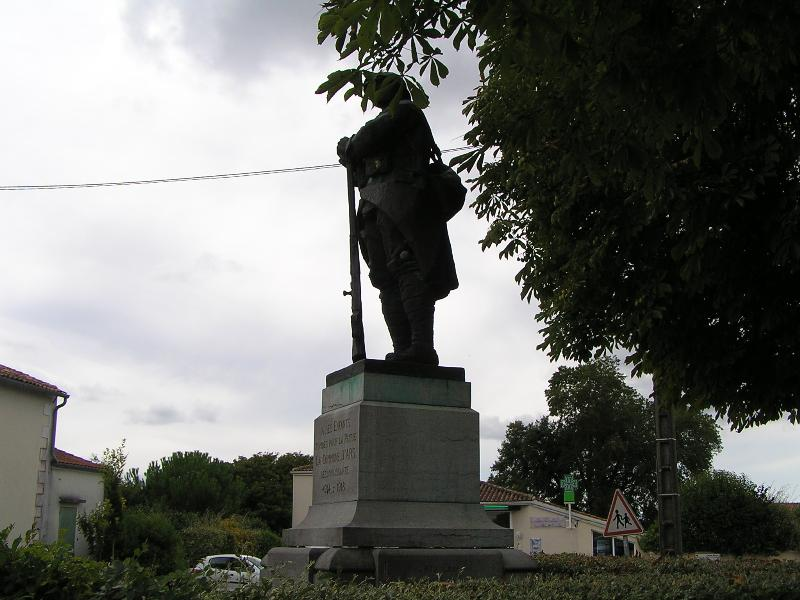
Военный мемориал